# Prensa de vinho

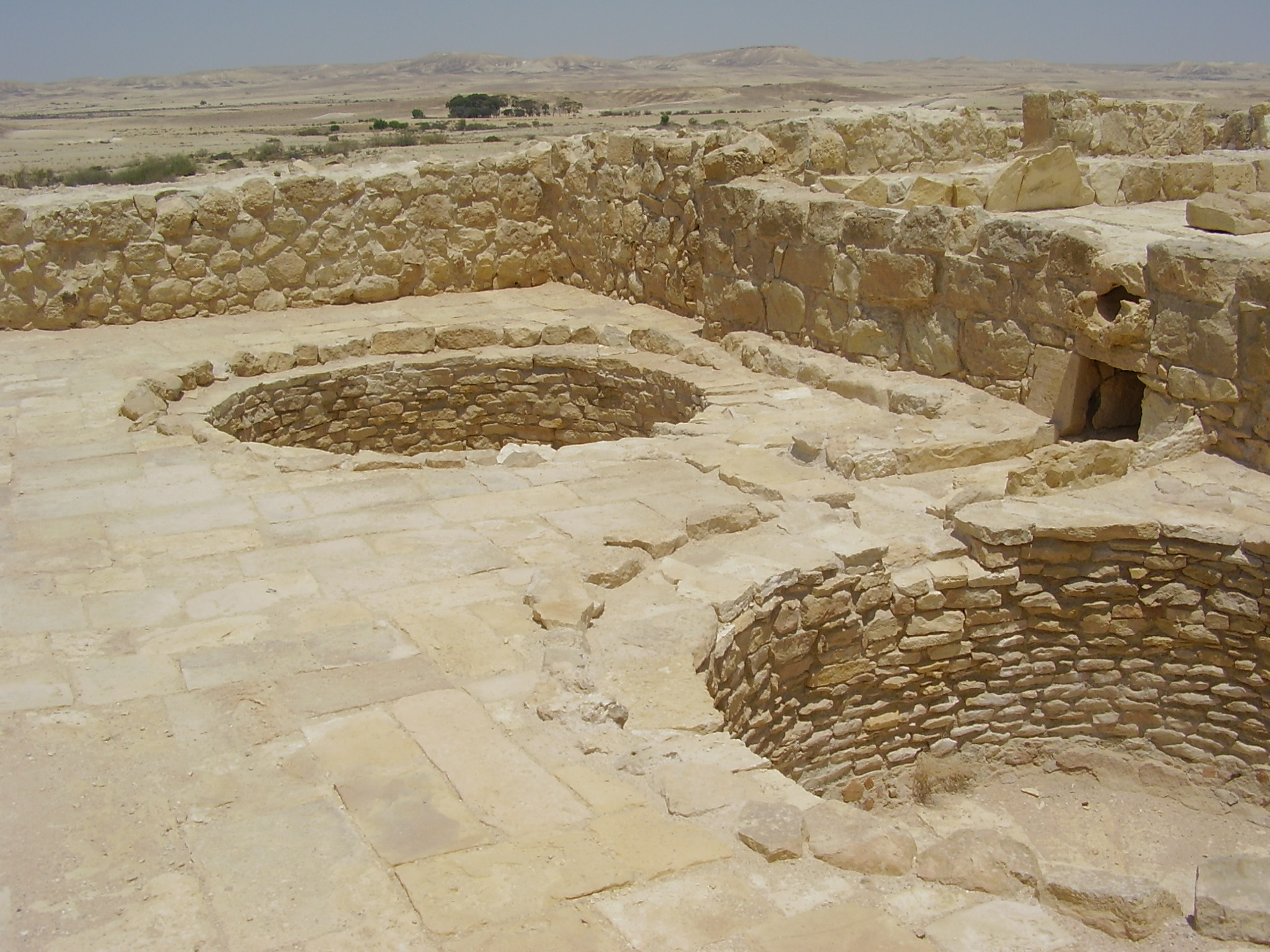
Prensa do período bizantino de Shivta (Sobota), Israel, com piso de degraus e cubas de coleta

Uma prensa de vinho é um dispositivo usado para extrair suco de uvas esmagadas durante a produção de vinho. Há vários estilos diferentes de prensas usadas pelos produtores de vinho, mas sua funcionalidade geral é a mesma. Cada estilo de prensa exerce uma pressão controlada para liberar o suco da fruta (na maioria das vezes, uvas). A pressão deve ser controlada, especialmente no caso das uvas, para evitar o esmagamento das sementes e a liberação de uma grande quantidade de taninos indesejáveis no vinho. O vinho já era produzido pelo menos em 4 000 a.C.; em 2011, foi descoberto um lagar na Armênia com vinho tinto produzido há 6 000 anos.

## Tipos de prensas

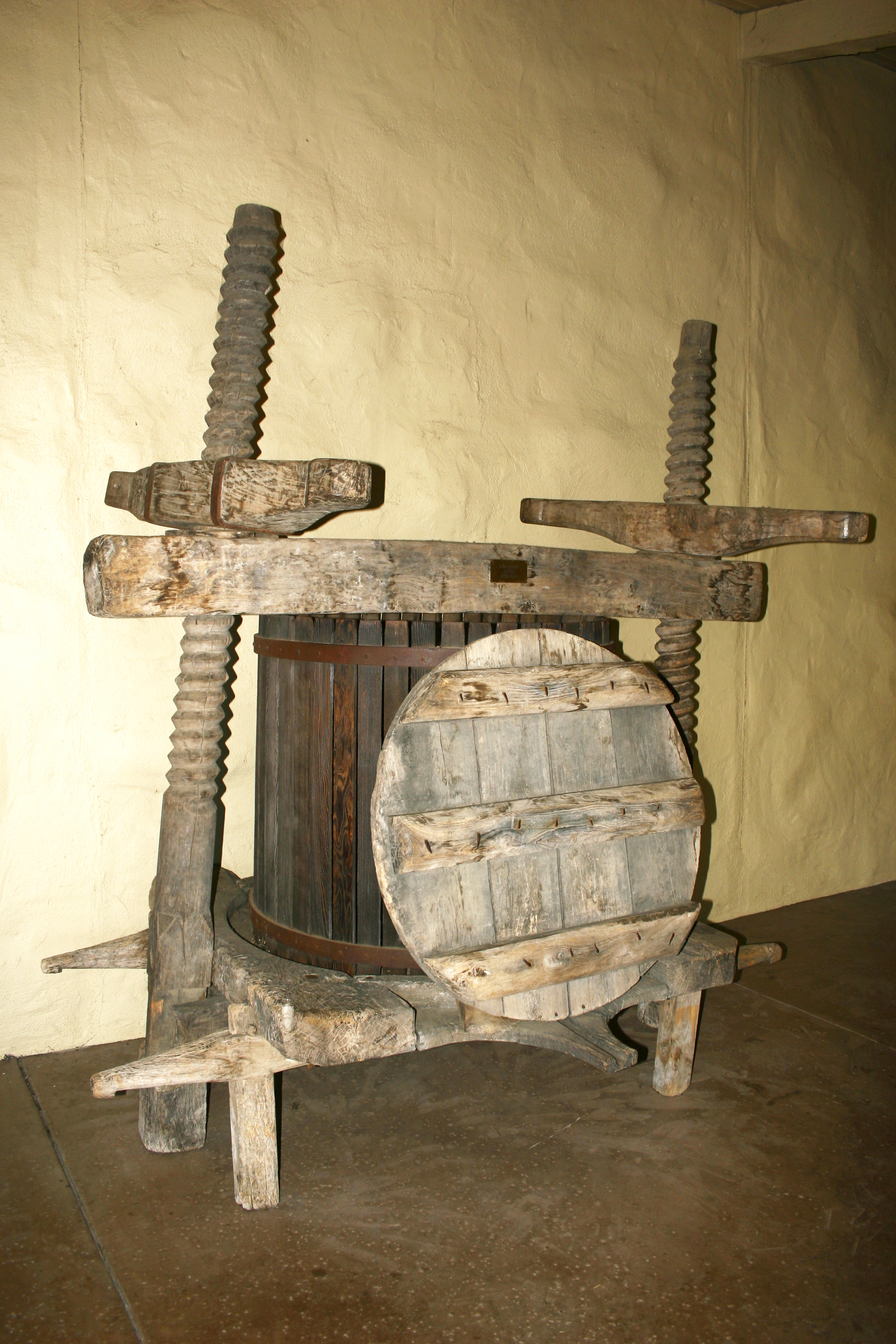
Prensa do século XVI

### Cesta
Uma prensa de cesta consiste em uma grande cesta cheia de uvas esmagadas. A pressão é aplicada por meio de uma placa que é forçada a descer sobre a fruta. O mecanismo para abaixar a placa geralmente é um parafuso ou um dispositivo hidráulico. O suco flui por aberturas no cesto. A prensa tipo cesto foi o primeiro tipo de prensa mecanizada a ser desenvolvida, e seu projeto básico não mudou em quase mil anos.

### Rosca horizontal
Uma prensa de rosca horizontal funciona usando o mesmo princípio da prensa de cesto. Em vez de uma placa ser abaixada para pressionar as uvas, as placas de ambos os lados de um cilindro fechado são unidas para espremer as uvas. Em geral, o volume de uvas manuseado é significativamente maior do que o de uma prensa de cesto.

### Bexiga
Uma prensa de bexiga consiste em um cilindro grande, fechado em cada extremidade, no qual a fruta é carregada. Para prensar as uvas, uma grande bexiga se expande e empurra as uvas contra as laterais. O suco sai então por pequenas aberturas no cilindro. O cilindro gira durante o processo para ajudar a homogeneizar a pressão exercida sobre as uvas.

### Rosca contínua
Uma prensa de rosca contínua difere das prensas acima pelo fato de não processar um único lote de uvas por vez. Em vez disso, ela usa um parafuso de Arquimedes para forçar continuamente as uvas contra a parede do dispositivo. O suco é extraído e o bagaço continua até o final, onde é extraído. Esse estilo de prensa raramente é usado para produzir vinhos de mesa, e alguns países proíbem seu uso em vinhos de qualidade superior.

### Flash release
A flash release é uma técnica usada na prensagem de vinhos. O tratamento consiste em aquecer as uvas com vapor até quase a ebulição e, em seguida, submetê-las a um forte vácuo. A técnica permite uma melhor extração de compostos fenólicos.

## Galeria

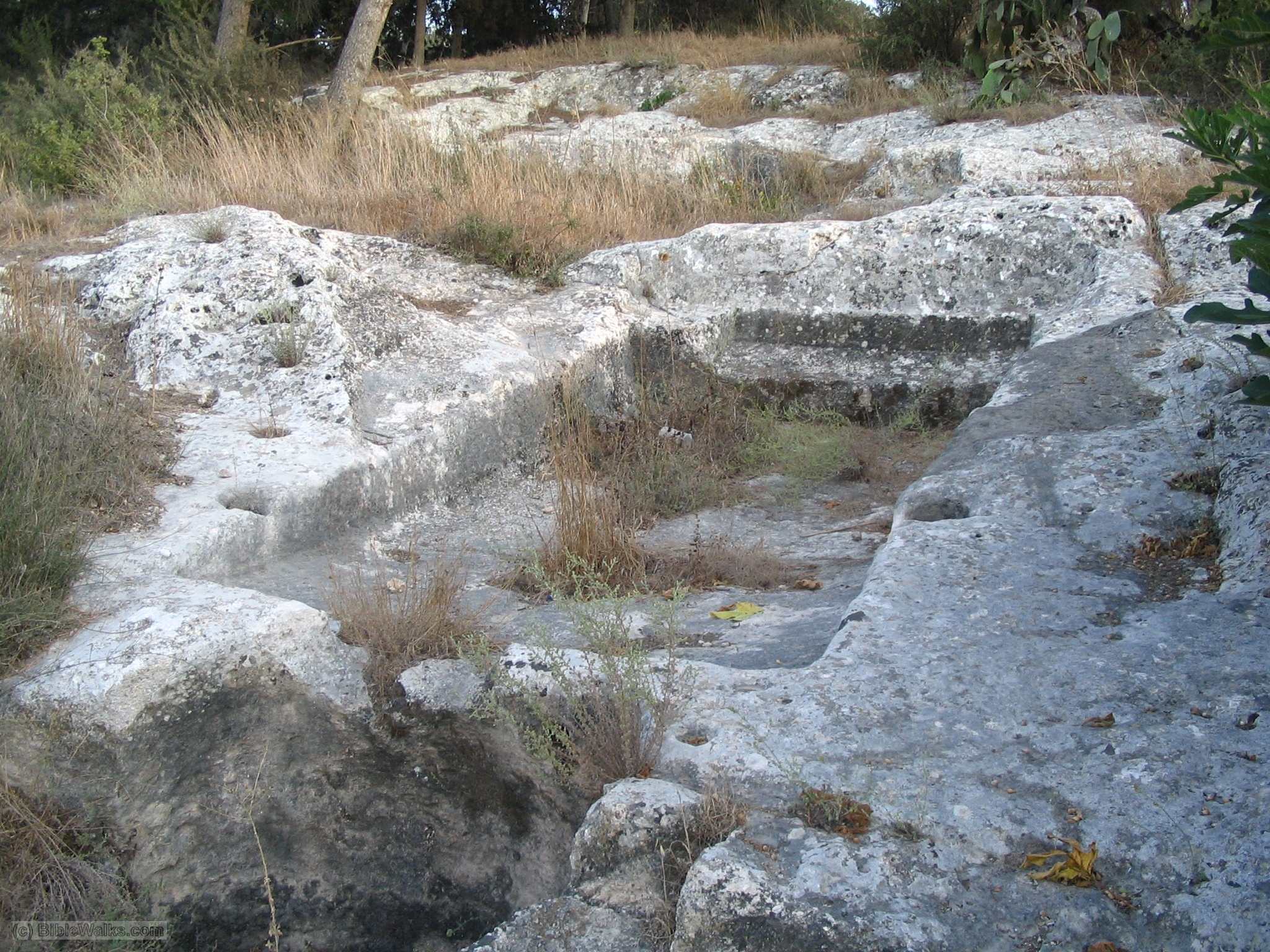
Antiga prensa de vinho em Israel, com a área de prensagem no centro e a cuba de coleta no canto inferior esquerdo
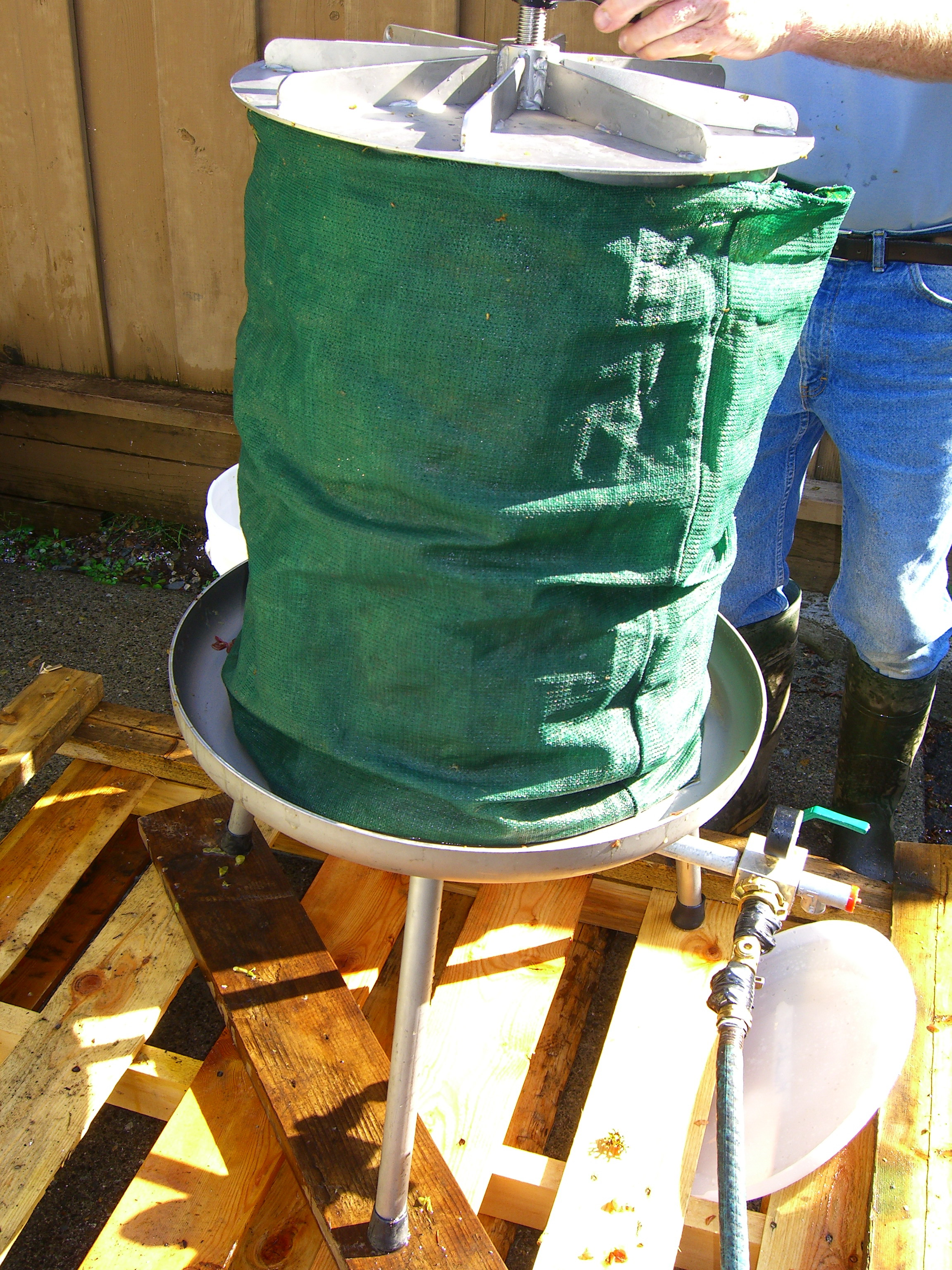
Prensa de bexiga
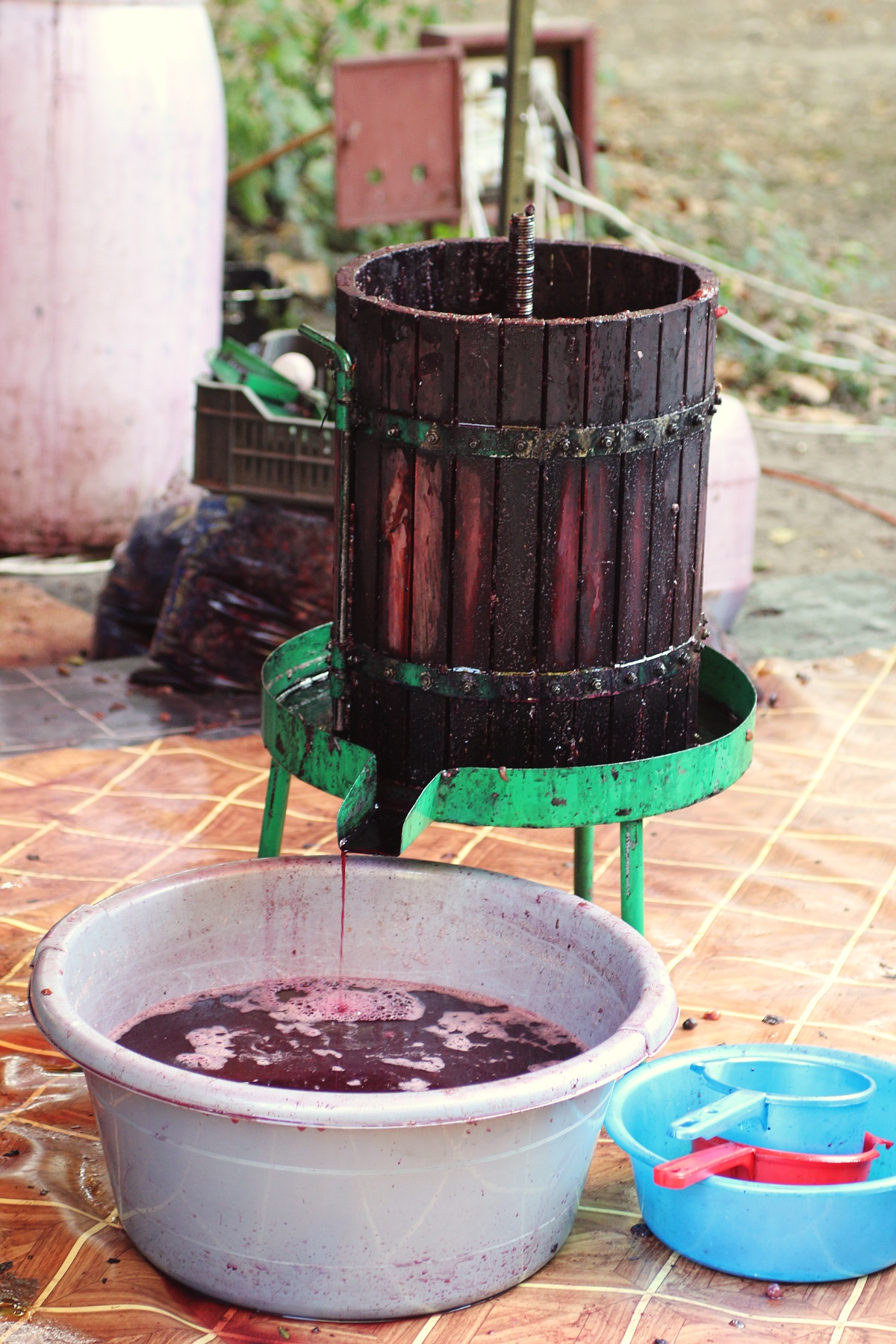
Prensa de estilo antigo na Romênia para vinho caseiro
Funcionamento de um lagar (anos 1700 em Ravensburg, Alemanha)
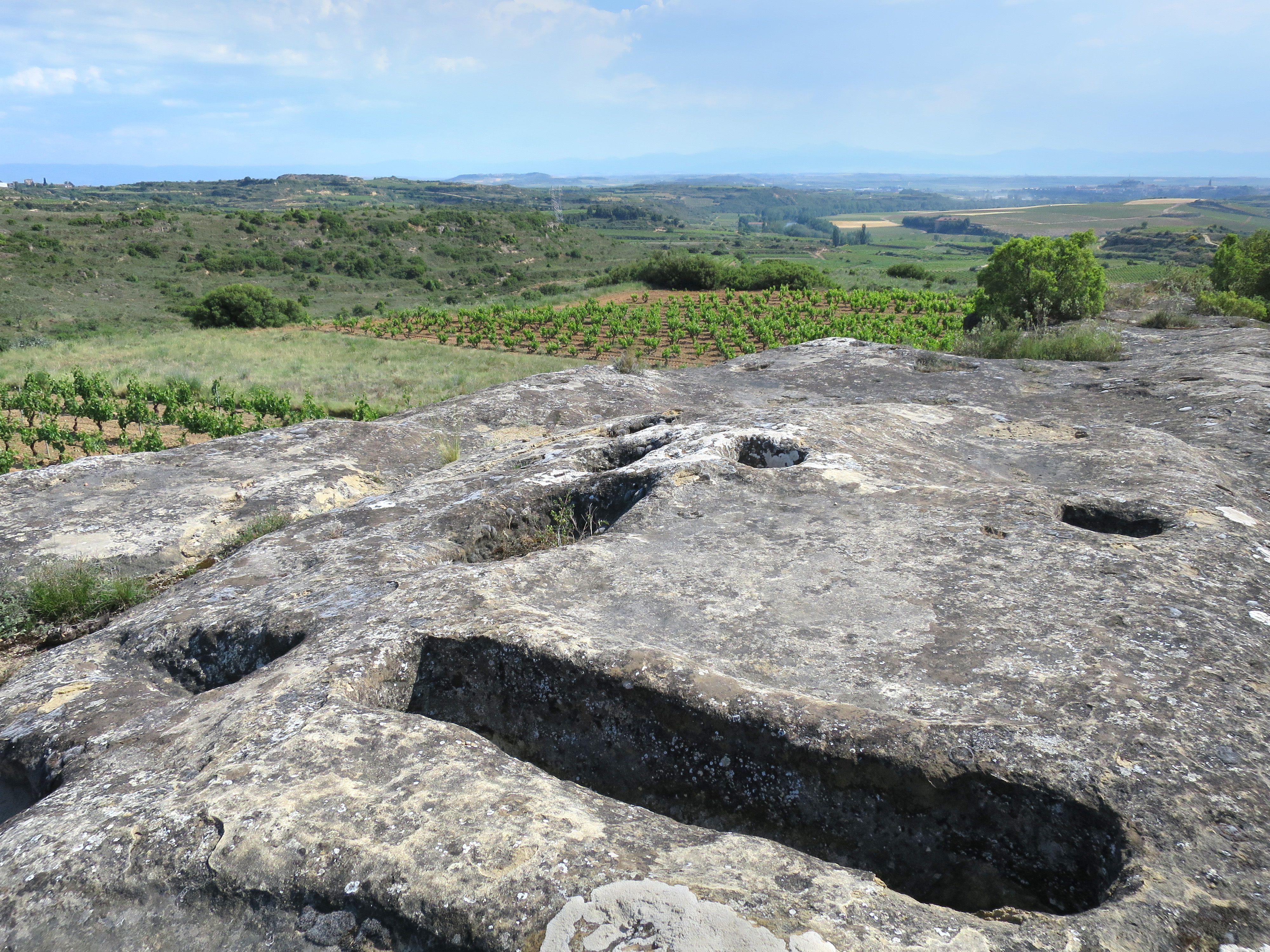
Restos de uma prensa medieval na Rioja Alavesa
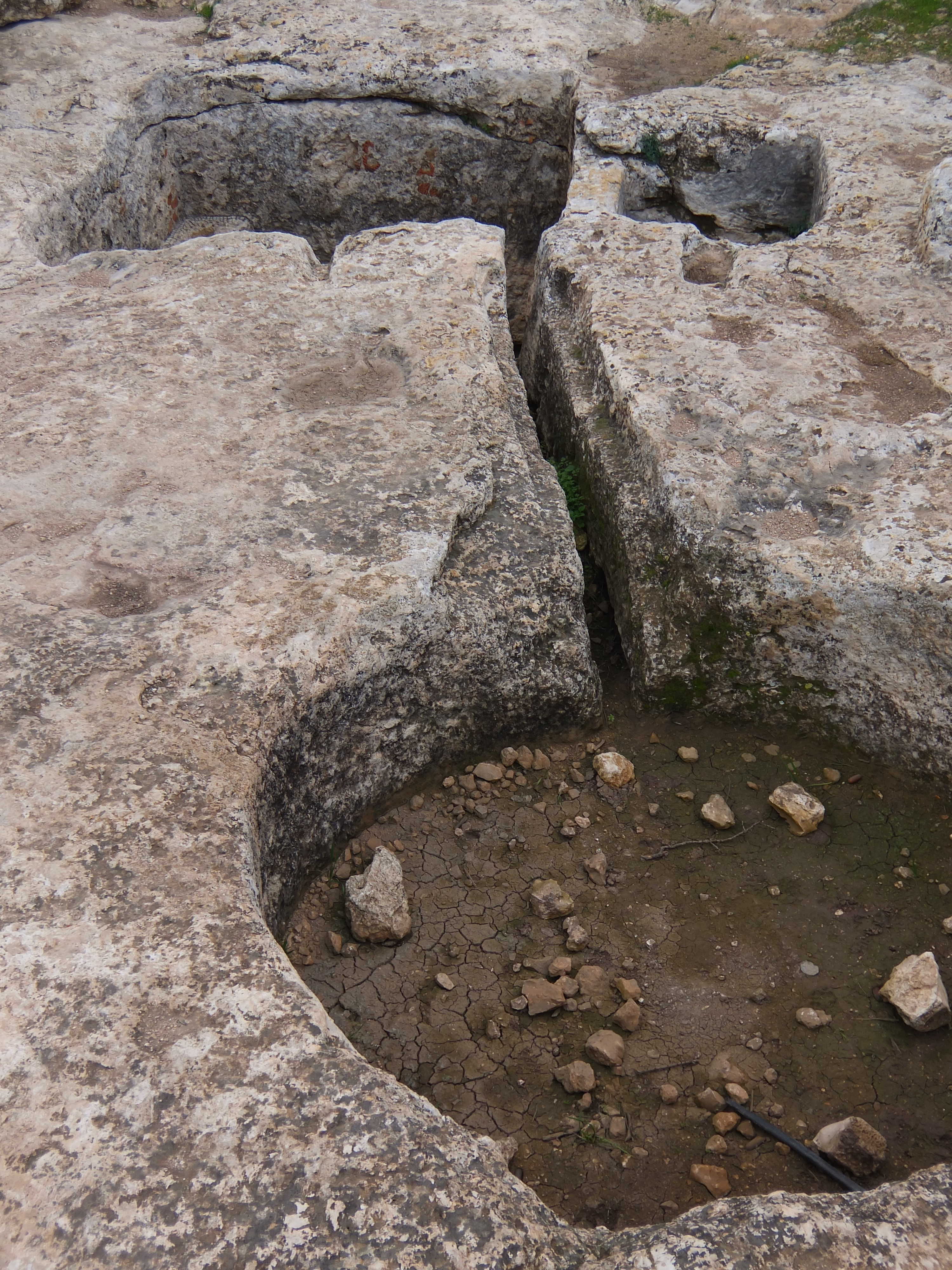
Antiga prensa de vinho esculpida no solo em Hurvat Itri, Israel